# マーシャ・ブラウン
マーシャ・ブラウン（Marcia Brown、 1918年7月13日 - 2015年4月28日）はアメリカの絵本作家。
1918年、ニューヨーク州ロチェスターの牧師の家庭に生まれる。ウッドストック美術学校、ニューヨーク師範学校（現：ニューヨーク州立大学アルバニー校）で学んだあと、1940年からコーンウォール高等学校で英語と演劇を教える。3年後、ニューヨーク公共図書館で図書館員をしながら絵本作家を目指し、1946年に最初の絵本『メリーゴーランドがやってきた』（The Little Carousel）を出版。その後、『シンデレラ』（Cinderella, 1955年）、『むかし、ねずみが』（Once a Mouse, 1962年）『影ぼっこ』（Shadow, 1983年）でコールデコット賞を3回受賞する。
自作のほか、各国の伝承に挿絵をつけた再話も多い。作品ごとに大きく画風を変えることでも知られる。

## 日本語翻訳書
- 『三びきのやぎのがらがらどん　アスビョルンセンとモーによるノルウェーの昔話』マーシャ・ブラウン絵、瀬田貞二訳、福音館書店（世界傑作絵本シリーズ）、1965年
  - 『三びきのやぎのがらがらどん : アスビョルンセンとモーによるノルウェーの昔話』アスビョルンセン, モー原作、マーシャ・ブラウン絵、せたていじ訳、福音館書店〈傑作絵本劇場〉、2016年
- 『白鳥』ハンス・クリスチャン・アンデルセン作、マーシャ・ブラウン画、松岡享子訳、福音館書店、1967年
- 『シンデレラ』マーシャ・ブラウン文・絵　まつのまさこ訳、福音館書店、1969年
- 『あるひねずみが… : インドのむかしがたり』マーシャ・ブラウン作、やぎたよしこ訳、富山房、1975年
- 『パンはころころ : ロシアのものがたり』マーシャ・ブラウン作、やぎたよしこ訳、冨山房、1976年
  - 『パンはころころ : ロシアのものがたり』マーシャ・ブラウン作、やぎたよしこ訳、冨山房、1994年
- 『もりのともだち』マーシャ・ブラウン作、八木田宜子訳、富山房、1977年
  - 『もりのともだち』マーシャ・ブラウン作、八木田宜子訳、富山房、1992年
- 『あおいやまいぬ』マーシャ・ブラウン作・絵、瀬田貞二訳、佑学社、1979年
  - 『あおいやまいぬ』マーシャ・ブラウン作・絵、瀬田貞二訳、佑学社、1991年
  - 『あおいやまいぬ』マーシャ・ブラウン作・絵、瀬田貞二訳、瑞雲舎、1995年
- 『せかい1おいしいスープ : あるむかしばなし』マーシャ・ブラウン再話・絵、わたなべしげお訳、ペンギン社、1980年
- 『めであるく』マーシャ・ブラウン文と写真、谷川俊太郎訳、佑学社、1980年
- 『かたちをきく』マーシャ・ブラウン文と写真、谷川俊太郎訳、佑学社、1980年
- 『さわってみる』マーシャ・ブラウン文と写真、谷川俊太郎訳、佑学社、1980年
- 『影ぼっこ』ブレーズ・サンドラール文、マーシャ・ブラウン絵、おのえたかこ訳、ほるぷ出版、1983年
- 『ちいさなヒッポ』マーシャ＝ブラウン作、うちだりさこ訳、偕成社、1983年
- 『こねこのフェリーチェ』マーシャ・ブラウン文と絵、光吉夏弥訳、大日本図書、1988年
- 『絵本を語る』マーシャ・ブラウン著、上條由美子訳、ブック・グローブ社、1994年
- 『メリーゴーランドがやってきた』マーシャ・ブラウン文・絵, どばしえつこ訳、ブック・グローブ社、1994年
- 『むかし、ねずみが… : インドに古くから伝わるおはなしより』マーシャ・ブラウン作、晴海耕平訳、童話館、1994年
  - 『もとはねずみ…』マーシャ・ブラウン作、晴海耕平訳、童話館出版、2011年
- 『庭園の中の三人 : バートン、エッツ、ガアグをめぐって』マーシャ・ブラウン著、高鷲志子訳、東京子ども図書館、1995年
- 『ダチョウのくびはなぜながい? : アフリカのむかしばなし』ヴァーナ・アーダマ文、マーシャ・ブラウン絵、まつおかきょうこ訳、富山房、1996年
- 『スズの兵隊』アンデルセン著、マーシャ・ブラウン絵、光吉夏弥訳、岩波書店、1996年
- 『長ぐつをはいたネコ』ペロー著、マーシャ・ブラウン絵、光吉夏弥訳、岩波書店、1996年
- 『ディック・ウィッティントンとねこ : イギリスの昔話』マーシャ・ブラウン再話・絵、まつおかきょうこ訳、アリス館、2007年
- 『空とぶじゅうたん : アラビアン・ナイトの物語より』マーシャ・ブラウン再話・絵、松岡享子訳、アリス館、2008年
- 『せかいいちおいしいスープ : あるむかしばなし』マーシャ・ブラウン文・絵、こみやゆう訳、岩波書店、2010年
- 『目であるく、かたちをきく、さわってみる。』マーシャ・ブラウン文と写真、谷川俊太郎訳、港の人、2011年
- 『庭園の中の三人/左と右 (レクチャーブックス◆マーシャ・ブラウン)』マーシャ・ブラウン著、松岡享子・高鷲志子訳、東京子ども図書館、2013年
- 『パンぼうや : ロシアのむかしばなし』マーシャ・ブラウン作、おがわきよし訳、童話館出版、2014年
- 『ちいさなメリーゴーランド』マーシャ・ブラウン作、こみやゆう訳、瑞雲舎、2015年
- 『あおいジャッカル : インドの昔話』マーシャ・ブラウン作、こみやゆう訳、瑞雲舎、2017年
- 『クモのアナンシ : ジャマイカのむかしばなし』フィリップ・M.シャーロック再話、マーシャ・ブラウン絵、小宮由訳、岩波書店、2021年